# Sharyl Attkisson
Sharyl Attkisson (26 de enero de 1961) es una escritora y presentadora de televisión estadounidense.
Ha ganado cinco veces el premio Emmy y fue reconocida con el premio Edward R. Murrow de la RTNDA. Fue corresponsal de investigación en la oficina de Washington para CBS News y presentadora del programa Evening News de CBS. Renunció a la cadena el 10 de marzo de 2014 después de 21 años de colaboración. Más tarde escribió el libro Stonewalled, en el que afirmó que CBS News no dio suficiente cobertura a las controversias de Barack Obama, como el asalto al consulado estadounidense en Bengasi en 2012. Attkisson ha recibido críticas por publicar historias que sugieren un posible vínculo entre las vacunas y el autismo, una afirmación que ha sido rechazada enfáticamente por la comunidad científica.